# Second Life (Film)
Second Life ist ein Krimi-Drama der portugiesischen Filmregisseure Alexandre Cebrian Valente und Miguel Gaudêncio aus dem Jahr 2009.
In Nebenrollen treten der bekannte Fußballspieler Luís Figo, der populäre Fernsehmoderator José Carlos Malato und bekannte Schauspieler wie Nicolau Breyner, Ana Padrão, Ruy de Carvalho und José Wallenstein auf.

## Handlung
Nicholas feiert seinen 40. Geburtstag in seinem großen Haus auf dem Land im Alentejo zusammen mit seiner Frau Sara, zwei befreundeten Paaren und der jungen Schauspielerin Raquel. Während die Feier in die Nacht hinein verläuft, erfährt der Zuschauer von den Berufen, den Wünschen, den Begierden, den Betrügereien und den Geheimnissen der Anwesenden.
Plötzlich schwimmt der Gastgeber tot im Swimmingpool, und seine Stimme führt als Sprecher weiter durch den Film. Nicholas fragt sich nun, was gewesen wäre, wenn er vor zehn Jahren in Italien seine große Liebe Claudia geheiratet und Kinder mit ihr bekommen hätte, ob er überhaupt in Portugal und so wohlhabend leben würde oder ob er ganz im Gegenteil bereits schon früher gestorben wäre.
Nun wohnt der Zuschauer zwei Versionen der weiteren Handlung bei: in einer ist Nicholas tot und die Polizei bringt alle Umstände und Geheimnisse ans Licht, und in der anderen lebt Nicholas ein völlig anderes Leben in einem anderen Land und begeht dort seinen 40. Geburtstag, auf eine andere Weise.

## Rezeption
Nach einer Vorpremiere am 21. Januar 2009 im großen Auditorium des Centro Cultural de Belém in Lissabon kam der Film am 29. Januar 2009 in die portugiesischen Kinos. Mit 90.194 verkauften Eintrittskarten wurde der Film danach ein Publikumserfolg.
Second Life erschien 2009 bei ZON Lusomundo in Portugal als Doppel-DVD.